# Kuźma Semenczenko
Kuźma Ołeksandrowycz Semenczenko (ukr. Кузьма Олександрович Семенченко, ros. Кузьма Александрович Семенченко / Kuźma Aleksandrowicz Siemienczenko, ur. 21 czerwca?/3 lipca 1896 we wsi Martynowka w guberni czernihowskiej (obecnie w obwodzie czernihowskim), zm. 5 września 1965 w Tbilisi) – radziecki generał major wojsk pancernych, Bohater Związku Radzieckiego (1941).

## Życiorys
Urodził się w ukraińskiej rodzinie chłopskiej. Skończył 7 klas, w sierpniu 1915 został powołany do rosyjskiej armii, uczestniczył w I wojnie światowej, w listopadzie 1917 został zdemobilizowany. W lutym 1918 wstąpił do Czerwonej Gwardii w Pawłodarze, od kwietnia 1918 pracował na roli, od grudnia 1919 dowodził kompanią w oddziale partyzanckim na Ałtaju, a wkrótce do Armii Czerwonej, skończył kursy wojskowe w Omsku i Irkucku. Od października 1930 pracował w szkole piechoty we Władykaukazie, był dowódcą plutonu i pomocnikiem dowódcy batalionu w Północnokaukaskim Okręgu Wojskowym, w 1932 skończył kursy w Leningradzie i został dowódcą i komisarzem batalionu w Leningradzkim Okręgu Wojskowym, w 1937 ukończył kursy przy Wojskowej Akademii Mechanizacji i Motoryzacji Armii Czerwonej im. Stalina i w styczniu 1937 został dowódcą batalionu czołgów w Winnicy. Od kwietnia 1938 dowodził 26 Brygadą Pancerną w Kijowskim Specjalnym Okręgu Wojskowym, we wrześniu 1939 brał udział w zajmowaniu przez ZSRR zachodniej Ukrainy, czyli agresji ZSRR na Polskę, 4 listopada 1939 otrzymał stopień kombriga, a 4 czerwca 1940 generała majora wojsk pancernych. W listopadzie 1940 objął dowództwo 19 Dywizji Pancernej 22 Korpusu Zmechanizowanego 5 Armii w Równem, po ataku Niemiec na ZSRR uczestniczył w walkach na Froncie Południowo-Zachodnim, od października 1941 do kwietnia 1942 był szefem wojsk pancernych 10 Armii w Nadwołżańskim Okręgu Wojskowym i na Froncie Zachodnim, później dowódcą 5 Korpusu Pancernego w Moskiewskim Okręgu Wojskowym, brał udział w bitwie pod Moskwą i operacji rżewsko-syczewskiej, od grudnia 1942 pozostawał w dyspozycji dowódcy Frontu Zachodniego, od stycznia 1943 do września 1944 dowodził obozem wojskowym. W 1945 ukończył Wyższą Akademię Wojskową im. Woroszyłowa, w październiku 1945 objął dowództwo wojsk pancernych i zmechanizowanych Leningradzkiego Okręgu Wojskowego, od czerwca do listopada 1946 był zastępcą dowódcy wojsk pancernych i zmechanizowanych Zakaukaskiego Okręgu Wojskowego. 3 października 1946 uległ wypadkowi samochodowemu, w związku z czym w marcu 1947 został zwolniony do rezerwy ze względu na stan zdrowia. Jego imieniem nazwano ulicę w Pawłodarze i w rodzinnej wsi.

## Odznaczenia
- Złota Gwiazda Bohatera Związku Radzieckiego (22 lipca 1941)[1]
- Order Lenina (dwukrotnie – 22 lipca 1941 i 21 lutego 1945)
- Order Czerwonego Sztandaru (3 listopada 1944)
- Order Wojny Ojczyźnianej I klasy (15 grudnia 1943)

I medale.